# Baker Ridge
Berquist Ridge ist ein 8 km langer Gebirgskamm im westantarktischen Queen Elizabeth Land. In der Neptune Range der Pensacola Mountains erstreckt er ausgehend vom nördlichen Teil des Washington Escarpment in westlicher Richtung.
Der United States Geological Survey kartierte ihn anhand von Vermessungen und Luftaufnahmen der United States Navy zwischen 1956 und 1966. Das Advisory Committee on Antarctic Names benannte ihn 1968 nach Clifford E. Baker, Flugzeugelektroniker auf der Ellsworth-Station im antarktischen Winter 1958.